# Roscoe Lockwood
Roscoe Conkling Lockwood (Upper Pittsgrove, Nova Jersey, 22 de novembre de 1875 – Moorestown, Nova Jersey, 24 de novembre de 1960) va ser un remer estatunidenc que va competir cavall del segle xix i el segle xx.
El 1900 va prendre part en els Jocs Olímpics de París, on guanyà una medalla d'or en la prova de vuit amb timoner com a membre de l'equip Vesper Boat Club.